# Herzogenbuchsee
Herzogenbuchsee és un municipi del cantó de Berna (Suïssa), situat a l'antic districte de Wangen i des del 2010 al districte administratiu d'Oberaargau.

## Viles agermanades
- Senica, Eslovàquia